# Modular Synthesis Plug-in System
Modular Synthesis Plug-in System（モジュラー・シンセシス・プラグイン・システム）とはヤマハのシンセサイザー、音源モジュールの拡張機能の名称。略称はMSPS。なお本項では、ヤマハのXGプラグインシステムについても記述する。

## 概要
ヤマハのシンセサイザーや音源モジュールに、本体にはない音源方式やエフェクトなどを自分好みで追加できるシステムである。
このシステムは1997年にMU100と同時に、XG音源用の拡張機能として登場したXGプラグインシステム（後述）のPLG100シリーズに端を発する。これを次世代の機種であるS80やCS6x、CS6Rにも対応させたシステムとして、1999年末にXGプラグインシステムからリファインを行い、Modular Synthesis Plug-in System（以降MSPSと表記）のPLG150シリーズとなった。その後は、MOTIFシリーズ（MOTIF XS、XFは除く）、S90ES、S90、S30にも対応している。
MSPSの基礎となったXGプラグインシステムとは上位互換性があり、MU2000以前に発売された音源モジュールにも導入可能で、MU100以降に発売されているMUシリーズに対応している（MU500,MU15を除く）。また、その逆の下位互換は、CS6xなどの説明書に「PLG100-VLやPLG100-DXも取り付けることはできますが、いくつかの機能が制限されます。」との記載がある、もしくは対応機種にプラグインボードの型番の記載が無いため、すべての機能を使うことができない。
2007年3月、MOTIF XS発売と同時にすべて生産完了し、PLG150シリーズで生産終了となった。
2010年代に入ると、PCM音源の容量の増加や、サンプリング音源を容易に導入できるようになり、さらにアプリケーションなどのシミュレートによる音源ソフトウェアが登場するなど、パソコンやスマートフォン、タブレットさえあれば実機がなくても再現できるようになったため、プラグインボードとしての形では販売されなくなった。

## Modular Synthesis Plug-in Systemのボード
PLG150-VL
物理モデル音源ボード。EX5直系の物理モデル音源で、VLシリーズのVL7に匹敵する。複数枚装着することで最大同時発音数が追加分増やせる。
最大同時発音数 1音 パート数 1パート 音色数 256プリセットボイス／70ユーザーボイス
PLG150-DX
FM音源ボード。初代DX7同等の音源。
最大同時発音数 16音 パート数 1パート 音色数 912プリセットボイス／64ユーザーボイス
PLG150-AN
Analog Physical Modeling音源ボード。AN1xではオルガンモデリングやエレピのモデリングの音色があったが、PLG150-ANはアナログシンセ系の音色のみプリセットされている。
最大同時発音数 5音 パート数 1パート 音色数 プリセット256ボイス／ユーザー128ボイス エフェクト ギターアンプシミュレーター (ディストーション)、3バンドEQ、XGパートEQ
PLG150-PF
ピアノ専用音源ボード。取り付けると本体の最大同時発音数に64音追加される。内蔵の音色はS80 / S30搭載の波形とは別のものとなっており、S80 / S30に取り付けた場合でも、最大同時発音数の増加だけでなく、ピアノサウンドも拡張できる。
音源 AWM2音源（波形容量16MB） 最大同時発音数 64音 パート数 1パート 音色数 プリセット136ボイス エフェクト リバーブ、コーラス、インサーション、2バンドEQ
PLG150-DR
MOTIF同等のドラム専用音源ボード
音源方式 AWM2（波形容量16MB） 最大同時発音数 32音 マルチティンバー数 1パート 音色数 プリセット：80キット、ユーザー：8キット エフェクター リバーブ×11タイプ、インサーション×42タイプ
PLG150-PC
パーカッション専用音源ボード
音源方式 AWM2（波形容量16MB） 最大同時発音数 32音 マルチティンバー数 1パート 音色数 プリセット：80キット、ユーザー：8キット エフェクター リバーブ×11タイプ、インサーション×42タイプ
PLG150-AP
日本国内では正式には販売されていないピアノ専用音源ボード。ヤマハはユーザーからの国内発売の要請に対して発売予定有りとしていたが、実現していない。しかし一部の楽器屋が逆輸入しており、入手可能であった。ヤマハ・フルコンサート・グランドピアノ「New CFIIIS」の波形のみを約29 MB（16 bitリニア換算）のウェーブROMに収録している。3レイヤーステレオサンプリングの音色を用意し、pppからfffまで幅の広いサウンドを堪能できる。
音源方式：AWM2 パート数：1パート 最大同時発音数：64音 ボイス数：32ボイス エフェクト：リバーブ、コーラス、インサーション
PLG100-XG
XG非対応のシンセサイザーをXG対応にする音源ボード。音色数や最大同時発音数はMU50とスペックは同じだが、波形を一部差し替えてリファインし、ドラムキットを1セット増やしている。
音源方式 AWM2音源（XGフォーマット対応） 最大同時発音数 32音 パート数 16パート 音色数 480ノーマルボイス＋12ドラムキット

## XGプラグインシステムのボード
PLG100-VL
物理モデル音源ボード。VL70-m相当の高品位な物理モデル音源を実装し、超リアルな楽器音や独特の仮想楽器音を満載。複数枚装着することで最大同時発音数追加可能。
音源方式：S/VA　パート数：1パート　最大同時発音数：1音　ボイス数：プリセットボイス：256　カスタムボイス：6　インターナルボイス：64　エフェクト：コンビネーション1/2、バリエーション、コーラス、リバーブ
PLG100-DX
PCM系音源で再現した“DX的な音色”ではなく、 DX7のFM音源システム自体を搭載。
最大同時発音数 16音 パート数 1パート 音色数 912プリセットボイス／64ユーザーボイス
PLG100-SG
簡易的に人間の声を合成することができ、歌わせることが可能な音源ボード。XGプラグインシステムでのみ使用可能で、MOTIF、S、CSシリーズでは使用不可。
音源方式 フォルマントシンギング音源 最大同時発音数 1音（1パート）音色数 72ボイス
取扱説明書にはSGボイスマップ（2ページ）、音源ボードに送るためのSysExが書かれた音節対応表（4ページ）が付属している。
デモソングは「Formanty Night」「春よ、来い (チュートリアル版)」「これが私の生きる道」「時の流れに身をまかせ」「北酒場」の5曲がFDに同梱されている。
PLG100-VH
特定の1パートにハーモニーエフェクトを付加できるエフェクトボード。XGプラグインシステムでのみ使用可能であるが、MOTIF ESでも使用可能。
エフェクトタイプ数 4（ボコーダー、コーダル、デチューン、クロマチック） 最大同時発音数 3声